# 何士光
何士光（1942年—），男，贵州贵阳人，中国当代作家，贵州省文学艺术界联合会原副主席，第六、七届全国政协委员。代表作有《似水流年》、《乡场上》、《种包谷的老人》、《远行》等。